# Tapón

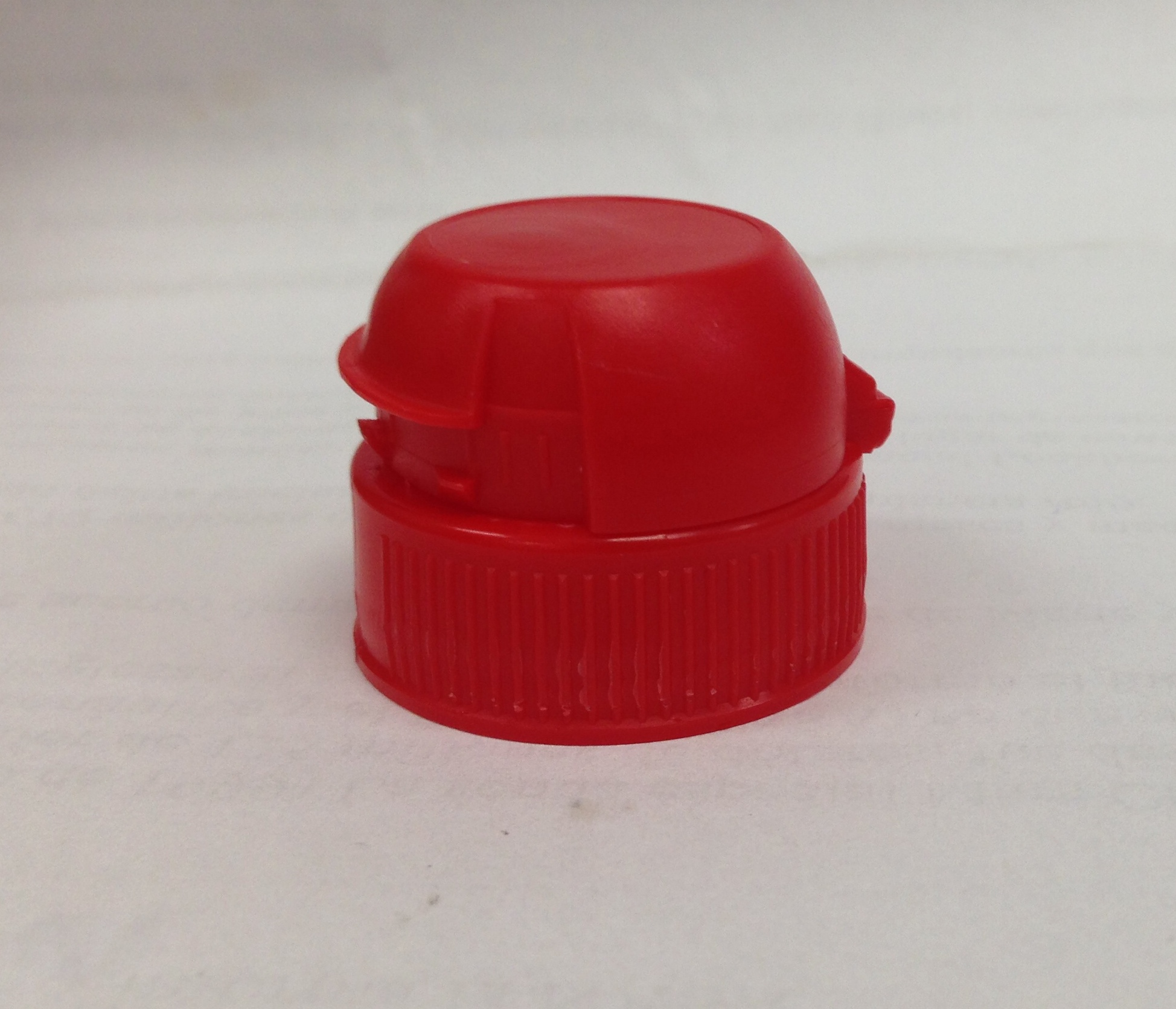
Un tapón rojo.

Un tapón es una pieza utilizada para sellar un contenedor, por ejemplo una botella, un tubo o un barril. A diferencia de una tapa que no desplaza el volumen interno, los tapones se insertan (al menos en parte) dentro del contenedor en el acto de sellado. El ejemplo más común es el tapón de corcho de la botella de vino. 
Hay una variedad en formas y tamaños de los tapones; entre las diferencias en la geometría varía el ángulo de conicidad, diámetro y espesor.
En química, los tapones se hacen generalmente del caucho endurecido. Algunos tapones pueden también incluir unos o más agujeros para permitir insertar el tubo de un embudo u otro material. El tapón de goma puede utilizarse para sellar un frasco porque el usuario quiere mezclar el contenido, o guardarlo y prevenir pérdidas y contaminaciones. En todos los casos, el tapón mantiene el ambiente del contenedor sellado totalmente para los líquidos o los gases no pueden escaparse.
En medicina, se pueden usar tapones para proteger orificios de cuerpo sensibles: tapones para los oídos o tapones para la nariz.

## Legislación
Los tapones en contacto con alimentos, deben cumplir todo lo establecido en el Reglamento (CE) 1935/2004, del Parlamento Europeo y del Consejo, de 27 de octubre, sobre los materiales y objetos a entrar en contacto con los alimentos, y en su caso, la reglamentación específica según el tipo de material con el que estén elaborados.
El Reglamento 852/2004 del Parlamento Europeo y del Consejo de 29 de octubre relativo a la higiene de los productos alimenticios dedica el Capítulo X del Anexo II a los requisitos del envasado y embalaje de los productos alimenticios y en su punto 4 dice que "aquellos envases y embalajes que vuelvan a utilizarse para productos alimenticios, deberán ser fáciles de limpiar y en caso necesario, desinfectar".
Según el R.D. 15/92, de 17 de enero, por el que se aprueba la Reglamentación Técnico Sanitaria de bebidas refrescantes, en su art. 10.2 dice que los materiales con los que podrán ser fabricados los envases que contengan estos productos serán, en general metales, vidrio, materiales poliméricos y cualquier otro autorizado por el Ministerio de Sanidad y Consumo, mediante la reglamentación específica. En el art. 10.6 dice que los envases podrán ser reutilizables y en su caso el tratamiento para su posterior utilización deberá efectuarse en todos los casos mediante sistemas que aseguren una higienización interna y externa de los mismos y que no transmitan olores y sabores extraños al producto. Así mismo en el art. 7.2.2.e dice que "es una manipulación prohibida la recuperación de tapones no higienizables y el uso de tapones de chapa recuperada".
Los tapones reutilizables que pueden desmontarse cumplen con esta normativa al poder limpiarse con facilidad.,

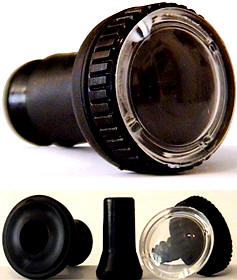
Tapón de botellas desmontable (fácil limpieza)